# Olbramovice Městečko
Olbramovice Městečko (Duits: Olbramowitz Städtel) is een Tsjechische plaats in de gemeente Olbramovice, regio Midden-Bohemen, en maakt deel uit van het district Benešov. Het dorp ligt op 2 kilometer afstand van Olbramovice en ligt pal tegen Olbramovice Ves aan.
Olbramovice Městečko telt 60 inwoners (2021).

## Geschiedenis
De eerste schriftelijke vermelding van het dorp dateert van 1352.
Sinds 1945 is Olbramovice Městečko volledig ondergebracht bij het district Benešov.

## Verkeer en vervoer

### Autowegen
Er leidt een regionale weg naar het dorp.

### Spoorlijnen
Er is geen station in Olbramovice Městečko. Het dichtstbijzijnde station is in Olbramovice, op zo'n 2,5 kilometer afstand. Dat station ligt aan spoorlijn 220 van Praag naar Tábor en České Budějovice. Ook begint hier spoorlijn 223 naar Sedlčany.
Spoorlijn 220 is dubbelsporig en maakt deel uit van het Europese spoorsysteem. Tussen 2010 en 2013 werd de lijn grondig gemoderniseerd, waarbij sommige gedeelten verplaatst werden, om zo een minder bochtig tracé te creëren. Eind 2015/begin 2016 werd het oude tracé omgebouwd tot fietspad, om Votice, Olbramovice en Bystřice te verbinden.

### Buslijnen
Er is geen bushalte in Olbramovice Městečko. De dichtstbijzijnde bushaltes zijn in Olbramovice Ves, op ongeveer één kilometer afstand:
| Halte                  | Lijn(en)    | Traject(en)                                                         | Vervoerder(s)                          |
| ---------------------- | ----------- | ------------------------------------------------------------------- | -------------------------------------- |
| Olbramovice, Ves       | 401 558 566 | Praag-Roztyly - Jindřichův Hradec Votice - Bystřice Votice - Vojkov | CŠAD Benešov CŠAD Benešov CŠAD Benešov |
| Olbramovice, u Svatých | 401 558 566 | Praag-Roztyly - Jindřichův Hradec Votice - Bystřice Votice - Vojkov | CŠAD Benešov CŠAD Benešov              |

## Bezienswaardigheden
- Heilig kruis

## Galerij

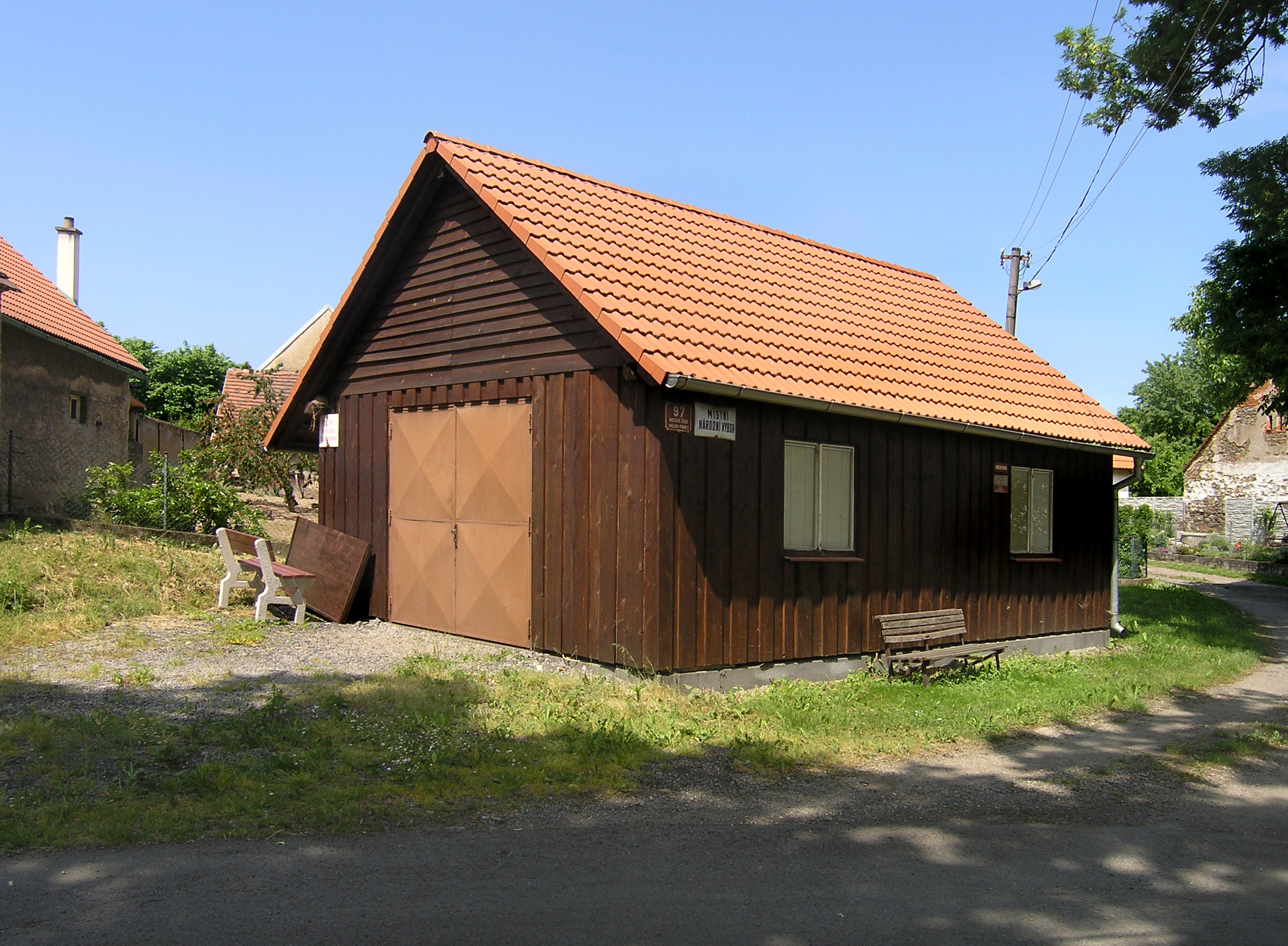
Houten huis in het dorp (2015)
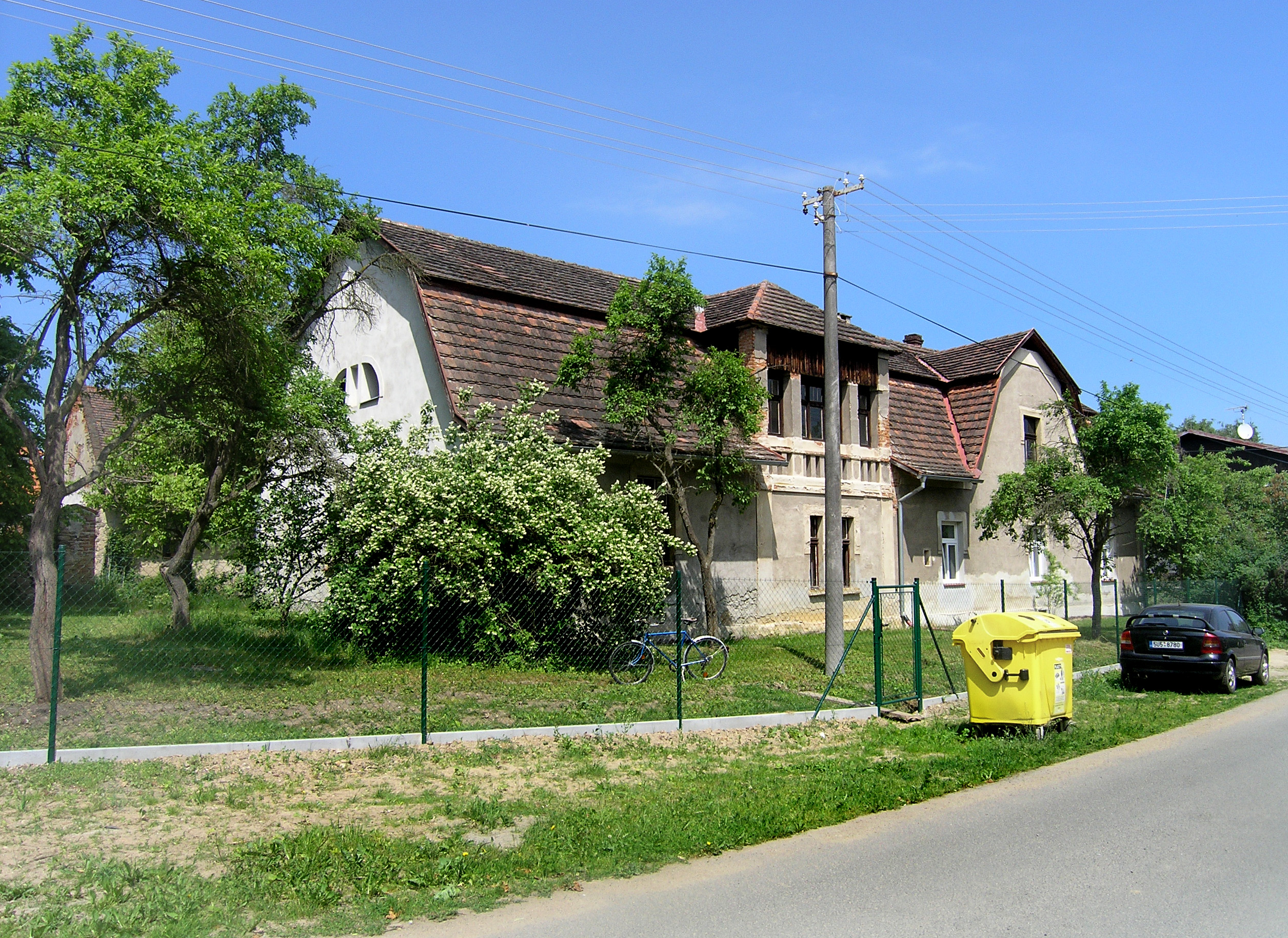
Groot huis in het dorp (2015)
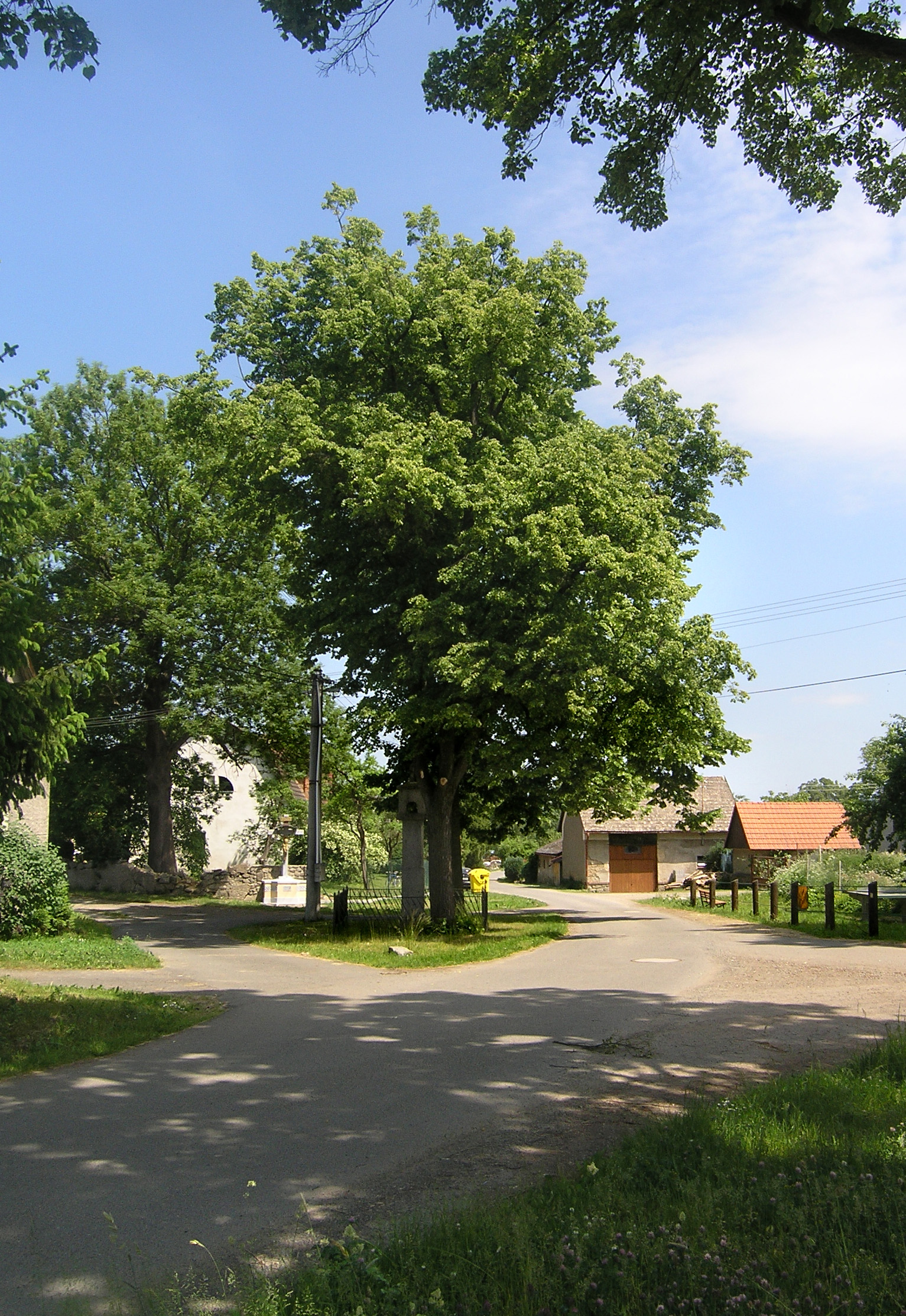
Dorpsplein (2015)
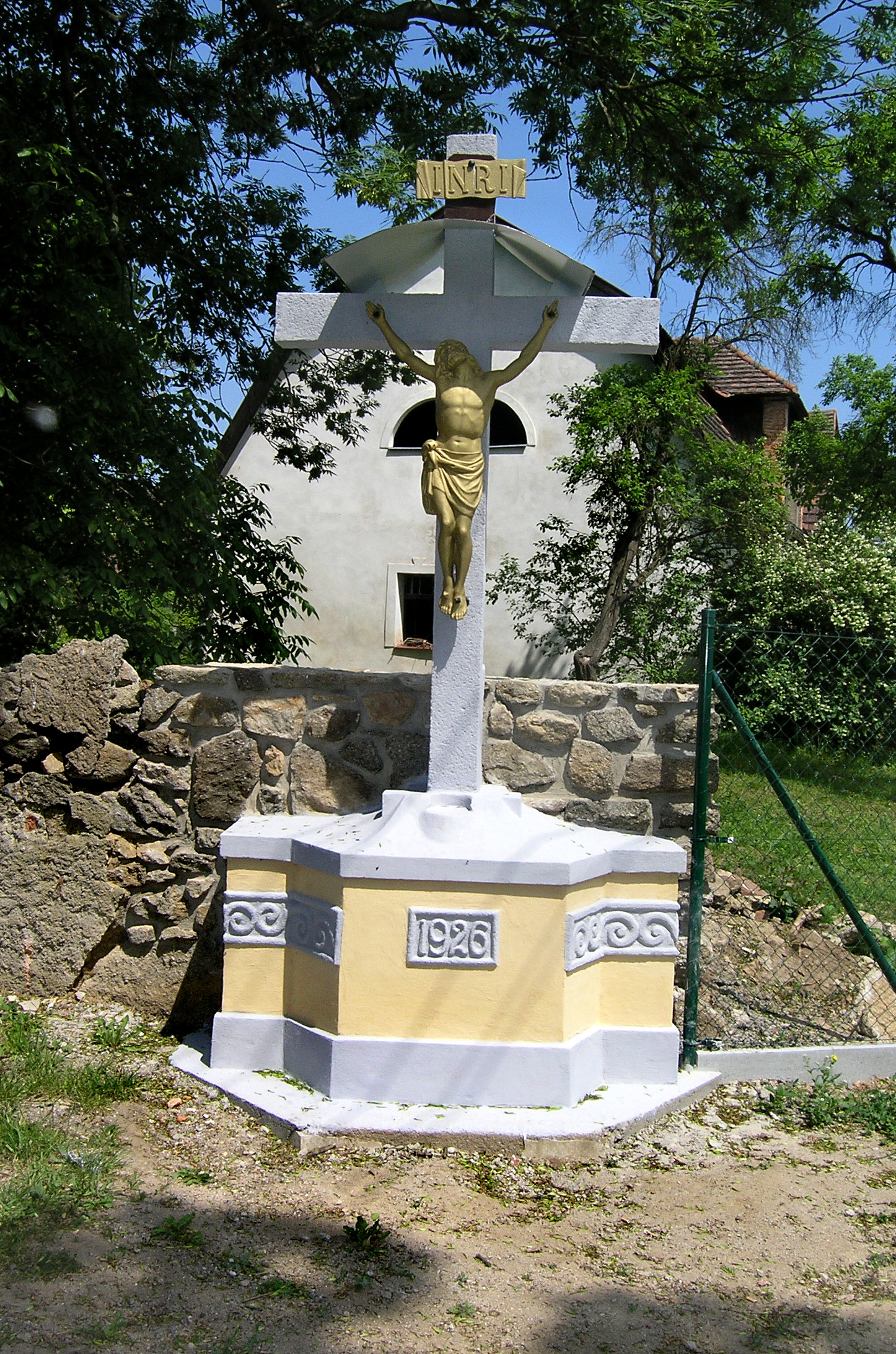
Heilig kruis (2015)